# MNC-Kalonji
Mouvement National Congolais-Kalonji var ett politiskt parti i Belgiska Kongo som 1959 bröt sig ur befrielserörelsen MNC, vars ledare Patrice Lumumba man betraktade som alltför vänstervriden.
Partiledare var Albert Kalonji. I styrelsen fanns bland andra också Joseph Iléo och Cyrille Adoula. 
Partiet förbjöds senare av diktatorn Mobutu Sese Seko och upplöstes.